# Filicrisia smitti
Filicrisia smitti is een mosdiertjessoort uit de familie van de Crisiidae. De wetenschappelijke naam van de soort is, als Crisia smitti, voor het eerst geldig gepubliceerd in 1946 door Kluge.